# نور اج
نور اج (ارمنی: Նոր էջ؛ برگ نو)، مجموعه‌ای ادبی است، که در بین سال‌های ۱۹۳۵–۱۹۴۳ و ۱۹۵۸–۱۹۷۲ در تهران، به ابتکار نویسندگان جوان ایرانی-ارمنی منتشر ‌می‌شد و ویراستاران آن زورایر میرزایان، گالوست خاننتس بودند. این مجموعه آثاری از نویسندگان و شاعران ایرانی-ارمنی را منتشر می‌کرد. پس از یک وقفه طولانی، بیست و چهارمین شماره این مجموعه در سال ۱۹۹۹ در ایروان منتشر شد.